# Marek Kościkiewicz
Marek Kościkiewicz (ur. 22 lutego 1960 w Warszawie) – polski muzyk, gitarzysta, piosenkarz, kompozytor, producent i autor tekstów. Członek Akademii Fonograficznej ZPAV.

## Życiorys
Jest absolwentem Wydziału Wzornictwa Przemysłowego Akademii Sztuk Pięknych w Warszawie. Po ukończeniu studiów zajął się projektowaniem mebli i wnętrz (m.in. zaprojektował wnętrze butiku „Marco Polo” w Warszawie), a także okładek plakatów i znaków graficznych. Stworzył m.in. logotyp zespołu Oddział Zamknięty i De Mono.
W latach 1974–1979 był członkiem artystycznego zespołu „Gawęda”, z którym występował m.in. w Stanach Zjednoczonych, Kanadzie, Szwecji, Rosji, Danii i Jugosławii. W 1984 wspólnie z Dariuszem Krupiczem i Piotrem Kubiaczykiem założył zespół pop-rockowy, który z początku przyjął nazwę Mono, a następnie De Mono. Przez wiele lat był liderem, wokalistą, gitarzystą, a także kompozytorem muzyki i autorem tekstów do największych hitów zespołu. Z muzykami koncertował w Polsce i za granicą, m.in. w Stanach Zjednoczonych, sprzedał ponad milion płyt i otrzymał wiele prestiżowych nagród oraz wyróżnień.
W 1990 założył firmę fonograficzną Zic Zac Music Company, która wydała kilka premierowych płyt wykonawców, takich jak Kayah, Kazik Staszewski, Andrzej Piaseczny, Mafia, Varius Manx, Elektryczne Gitary czy Golden Life, jak również płyty Urszuli czy Artura Gadowskiego. W 1996 został szefem wytwórni BMG Poland. Również w latach 90. współtworzył oraz wydawał magazyn muzyczno-kulturalny „Machina”.
Stworzył piosenki dla Justyny Steczkowskiej („Aż po życia kres”), Patrycji Markowskiej („Póki wiruje noc”), Dody („Nie daj się”), Krzysztofa Krawczyka („Święta już”), Krzysztofa Cugowskiego („Demony wojny”), Artura Gadowskiego („Szczęśliwego Nowego Jorku”, „Ona jest ze snu”) oraz Varius Manx („Maj”). W 2005 skomponował i wyprodukował album studyjny dla zespołu Blog 27 pt. <LOL>, który osiągnął wielki sukces komercyjny na rynkach europejskich, ale też w Japonii i Australii. Ponadto komponuje muzykę na potrzeby branż filmowej, telewizyjnej i reklamowej oraz prowadzi własne studio nagrań, w którym nagrano wiele piosenek do reklam oraz filmów, m.in. do Szczęśliwego Nowego Jorku, Fuksa i Hakera.
W 2003 z utworem „Zakochany”, który napisał ze swoim zespołem Ocean Front, wziął udział w finale krajowych eliminacji do 48. Konkursu Piosenki Eurowizji, jednak zajął miejsce poza czołówką głosowania telewidzów. W 2009 stworzył muzyczny zespół Stereo Project, do którego zaprosił wielu wokalistów i muzyków, śpiewających utwory w języku polskim, francuskim i angielskim, a także w dialekcie senegalskim. 17 sierpnia 2013 wystąpił w duecie z Viką Jiguliną na Festiwalu Piosenki Rosyjskiej w Zielonej Górze.
Był uczestnikiem programów rozrywkowych Gwiazdy tańczą na lodzie (2008) i Taniec z gwiazdami (2010).
W 2022 otrzymał nagrodę specjalną Stowarzyszenia Autorów ZAiKS.

## Życie prywatne
Jest dwukrotnie rozwiedziony. Z pierwszą żoną – iberystką Agnieszką – ma dwie córki: Maję i Martę, a z drugą – Agatą – ma dwóch synów: Mikołaja i Jana. Następnie związał się z Weroniką (ur. 1988).
W latach 80. prowadził butik. W 2013 z ówczesną żoną otworzył restaurację „Basico” na warszawskim Wilanowie.

## Dyskografia

### Albumy
| Rok  | Album                                                      |
| ---- | ---------------------------------------------------------- |
| 1996 | Tajemnice - Data: 1996 - Wydawca: Zic Zac                  |
| 2003 | Moment - Data: 20 października 2003 - Wydawca: Pomaton EMI |
| 2012 | 25 - Data: 28 września 2012 - Wydawca: Agora               |

### Single
| Rok                         | Tytuł                                             | Pozycja na liście | Album                     |
| Rok                         | Tytuł                                             | LP3               | Album                     |
| --------------------------- | ------------------------------------------------- | ----------------- | ------------------------- |
| 1996                        | „Tylko błękit”                                    | 7                 | Tajemnice                 |
| 1996                        | „Gniew i żal”                                     | 43                | Tajemnice                 |
| 1996                        | „Energia”                                         | –                 | Tajemnice                 |
| 1997                        | „Szczęśliwego Nowego Jorku” (oraz Artur Gadowski) | 19                | Szczęśliwego Nowego Jorku |
| 2005                        | „Give It Up”                                      | –                 | –                         |
| 2012                        | „Tatuaż”                                          | –                 | 25                        |
| „–” singel nie był notowany |                                                   |                   |                           |

### Inne
| Rok  | Album                                                                                           |
| ---- | ----------------------------------------------------------------------------------------------- |
| 1997 | Szczęśliwego Nowego Jorku (ścieżka dźwiękowa) - Data: 21 września 1997 - Wydawca: Ariola Poland |
| 2002 | Haker (ścieżka dźwiękowa) - Data: 9 września 2002 - Wydawca: BMG Poland                         |

## Nagrody i wyróżnienia
| Rok  | Kategoria            | Tytułem            | Nagroda        | Nota      | Źródło |
| ---- | -------------------- | ------------------ | -------------- | --------- | ------ |
| 1994 | Najlepszy kompozytor | Marek Kościkiewicz | Fryderyki 1994 | Nominacja | [ 33 ] |